# Ermita del Cristo del Mercado
La ermita del Cristo del Mercado, situada en la Calle José Zorrilla de la ciudad de Segovia (España), es una construcción que data de los primeros años del siglo XV, coincidiendo con la llegada a la ciudad de San Vicente Ferrer. Se venera al Santo Cristo de la Cruz del Mercado, conocido popularmente como el Cristo de las Enagüillas por el paño que le cubre las piernas. El templo está declarado Bien de Interés Cultural con categoría de Monumento desde 1997.

## Descripción

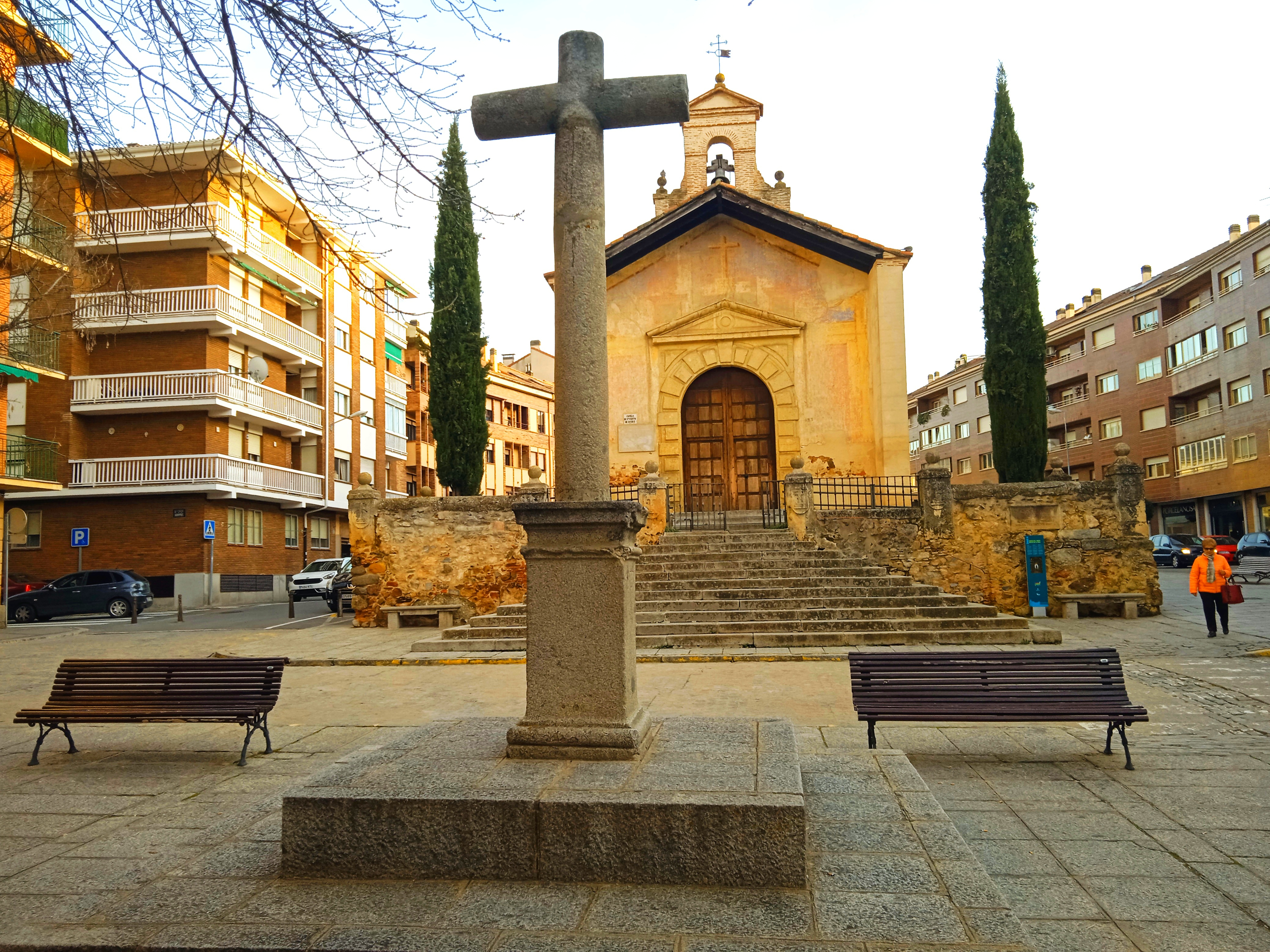
Cruz de la Ermita

Se trata de un templo de traza sencilla, que consta de una sola nave de forma rectangular. Restos del primitivo templo son los arcos góticos apuntados conservados en uno de los laterales exteriores y que salieron a la luz en la última restauración. Consta de arco de medio punto sobre jambas y remate en frontón triangular.
Las dovelas almohadilladas, que enmarcan el hueco, y las molduras del frontón, constituyen la única decoración exterior de la ermita, junto con las pinturas murales que rodean la portada, casi desaparecidas, representando motivos arquitectónicos fingidos y que pueden datar de principios del siglo XVIII.

## Historia
Su construcción que data de los primeros años del siglo XV. Según la tradición, la ermita está emplazada en el mismo lugar donde el 3 de mayo de 1411 predicó San Vicente Ferrer. Se conservan vestigios del primitivo edificio en el exterior del Presbiterio.
El actual Parque de la Dehesa ocupa una pequeña parte de las veintitrés hectáreas de la antigua Real Dehesa de Enrique IV que estaba delimitada por el actual convento de San Antonio el Real, la carretera de La Granja, la carretera de Valdevilla, la estación de ferrocarril y la ermita del Cristo del Mercado. El mercado de ganados se celebraba en junio en los campos de la Dehesa (detrás del actual cuartel de la Guardia Civil), al cual acudían a vender sus reses gitanos, chalanes y aldeanos de todas las provincias del país.
La ermita fue ampliada entre 1657 y 1672. 
El Retablo Mayor, trazado entre 1673 y 1675, es la única obra que se conserva de José Simón de Churriguera en España.
La ermita, el retablo mayor y la imagen del Santo Cristo de principios del siglo XVI fueron declarados Bien de Interés Cultural el 30 de enero de 1997.